# Axelrodia lindeae
Axelrodia lindeae är en fiskart som beskrevs av Géry, 1973. Axelrodia lindeae ingår i släktet Axelrodia och familjen Characidae. Inga underarter finns listade.